# 乌辛根
乌辛根（德語：Usingen，發音：[ˈuːzɪŋən] ⓘ）是德国黑森州达姆施塔特行政区上陶努斯县的城市，面积55.81平方千米，2023年12月31日人口为15,095人。